# Naturschutzgebiete in Burkina Faso

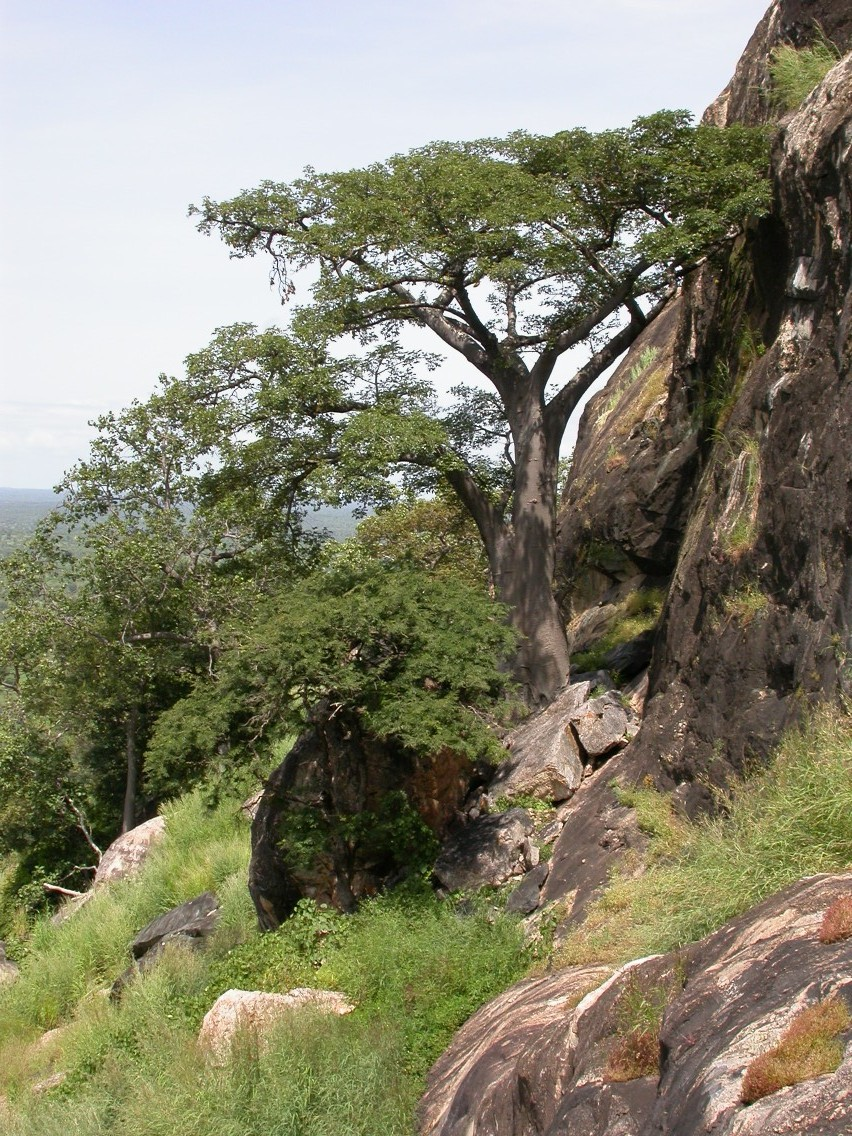
Forêt classée du Pic de Nahouri

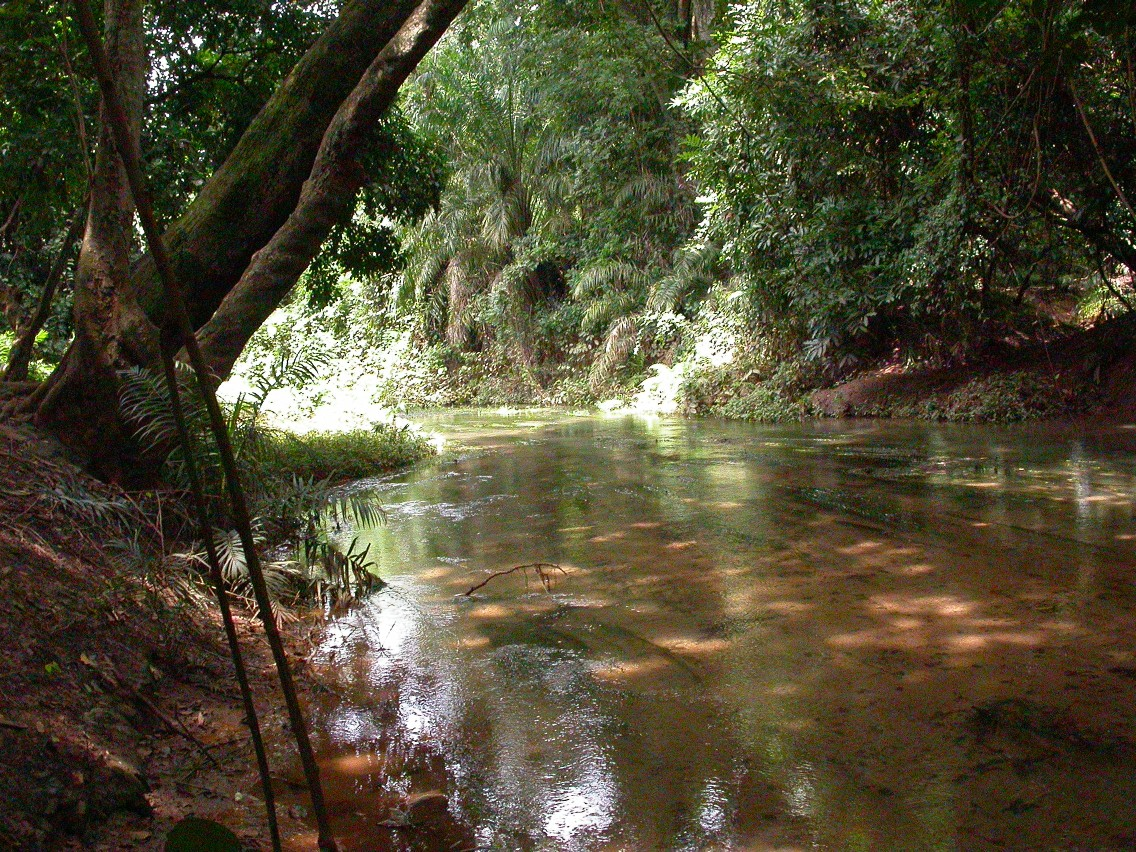
Forêt classée du Kou

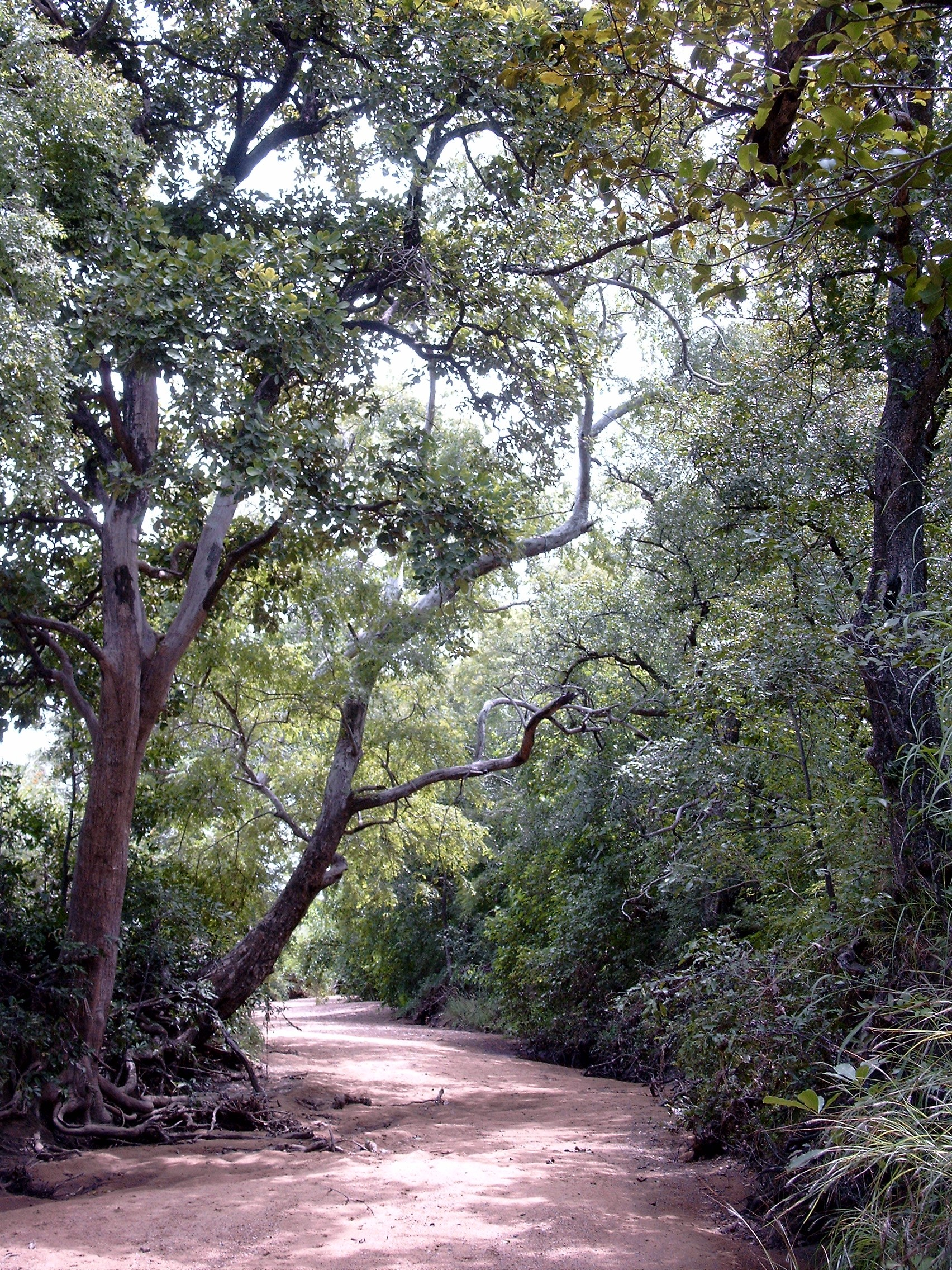
Réserve partielle de Pama: temporärer Fluss

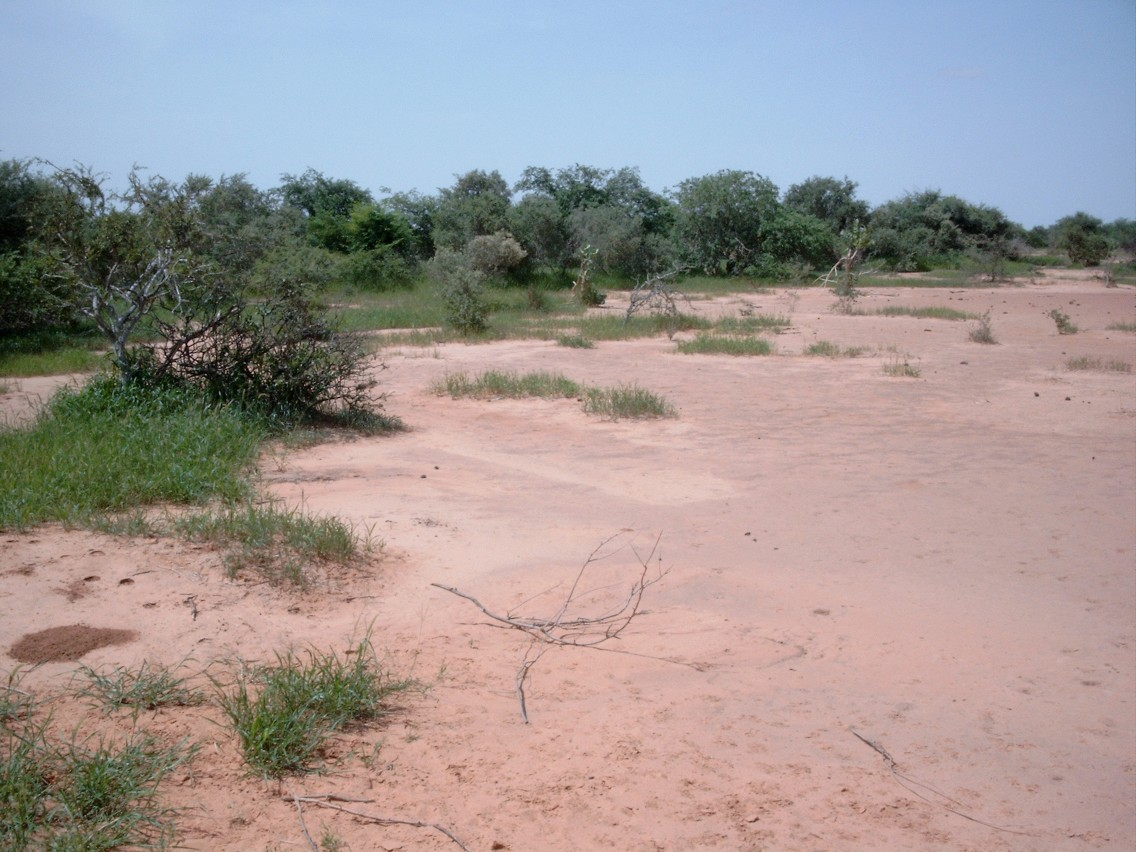
Réserve sylvo-pastorale et partielle de faune du Sahel: Tigerbusch

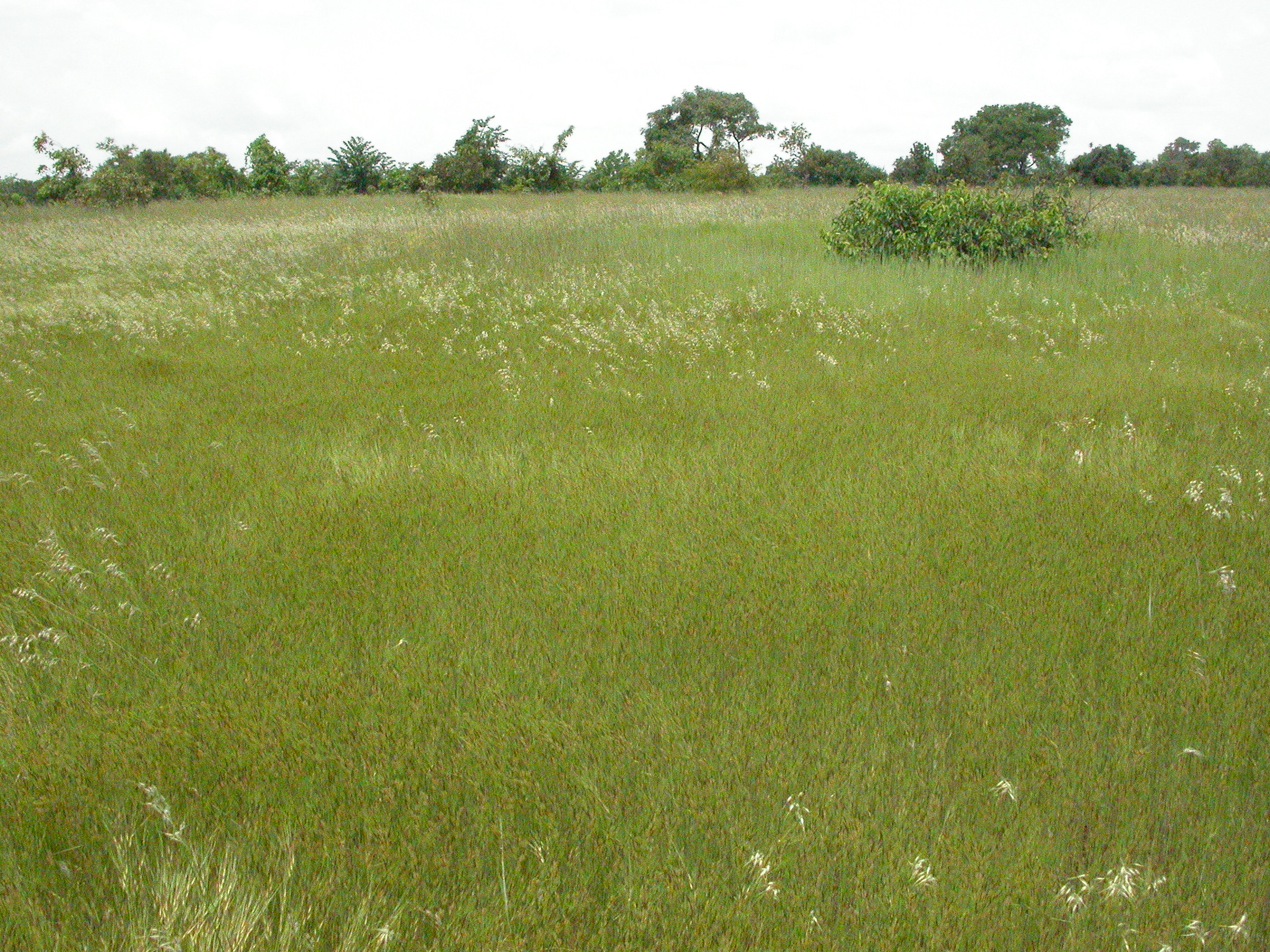
Bowal im Forêt classée de Dindéresso

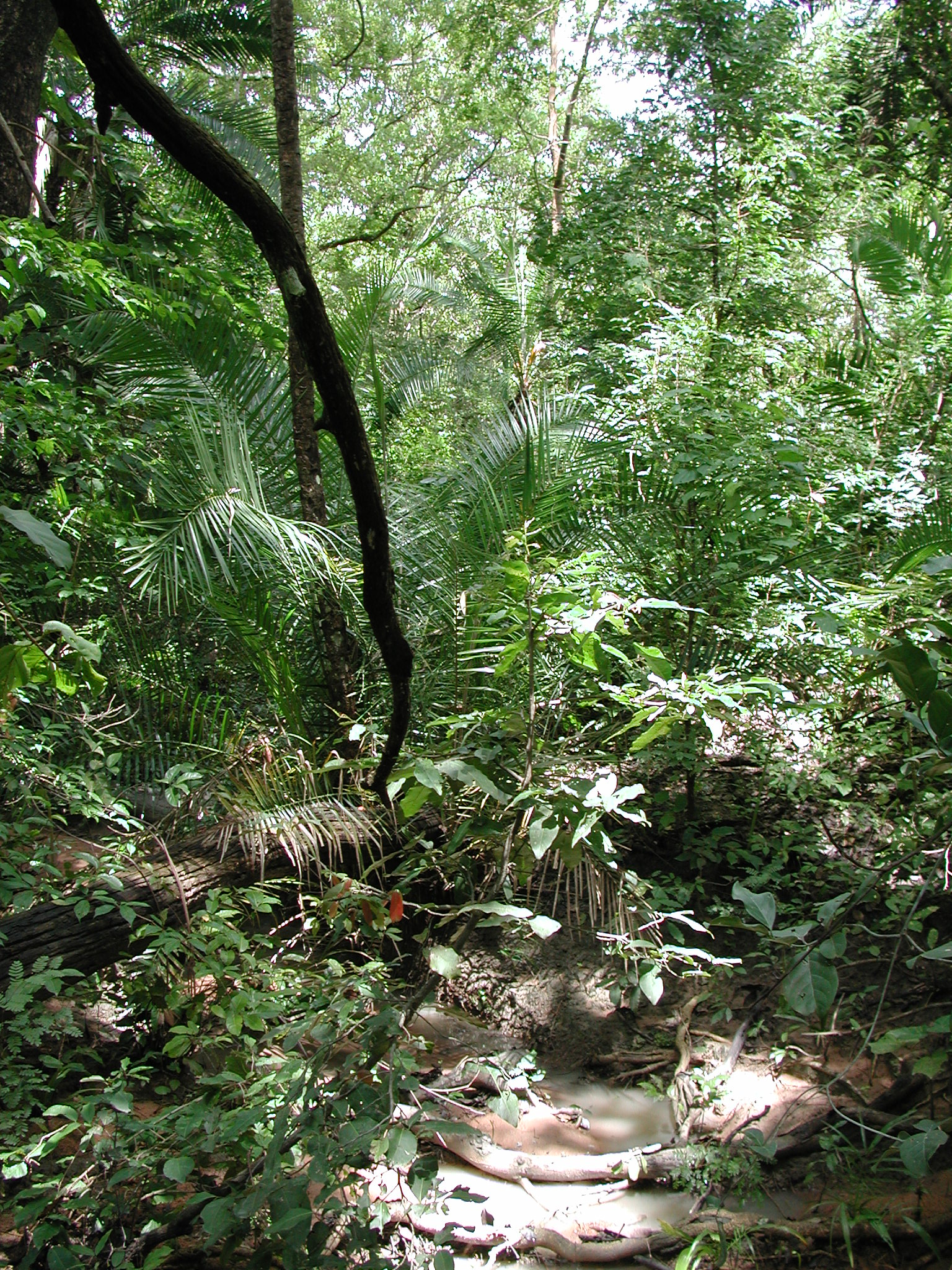
Forêt classée de Niangoloko

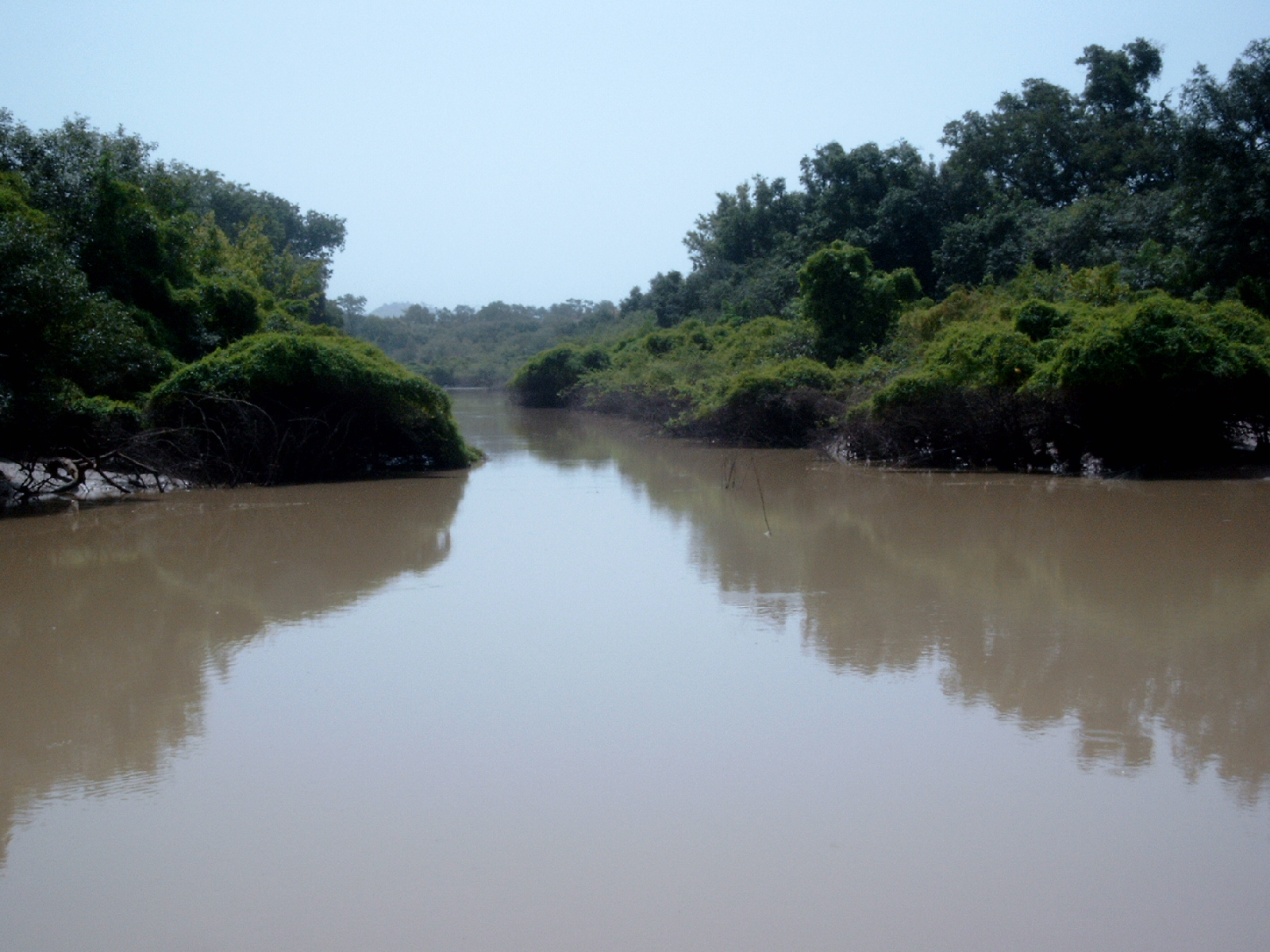
Nationalpark Arly nahe der Wildhüterstation: Blick auf den Arli

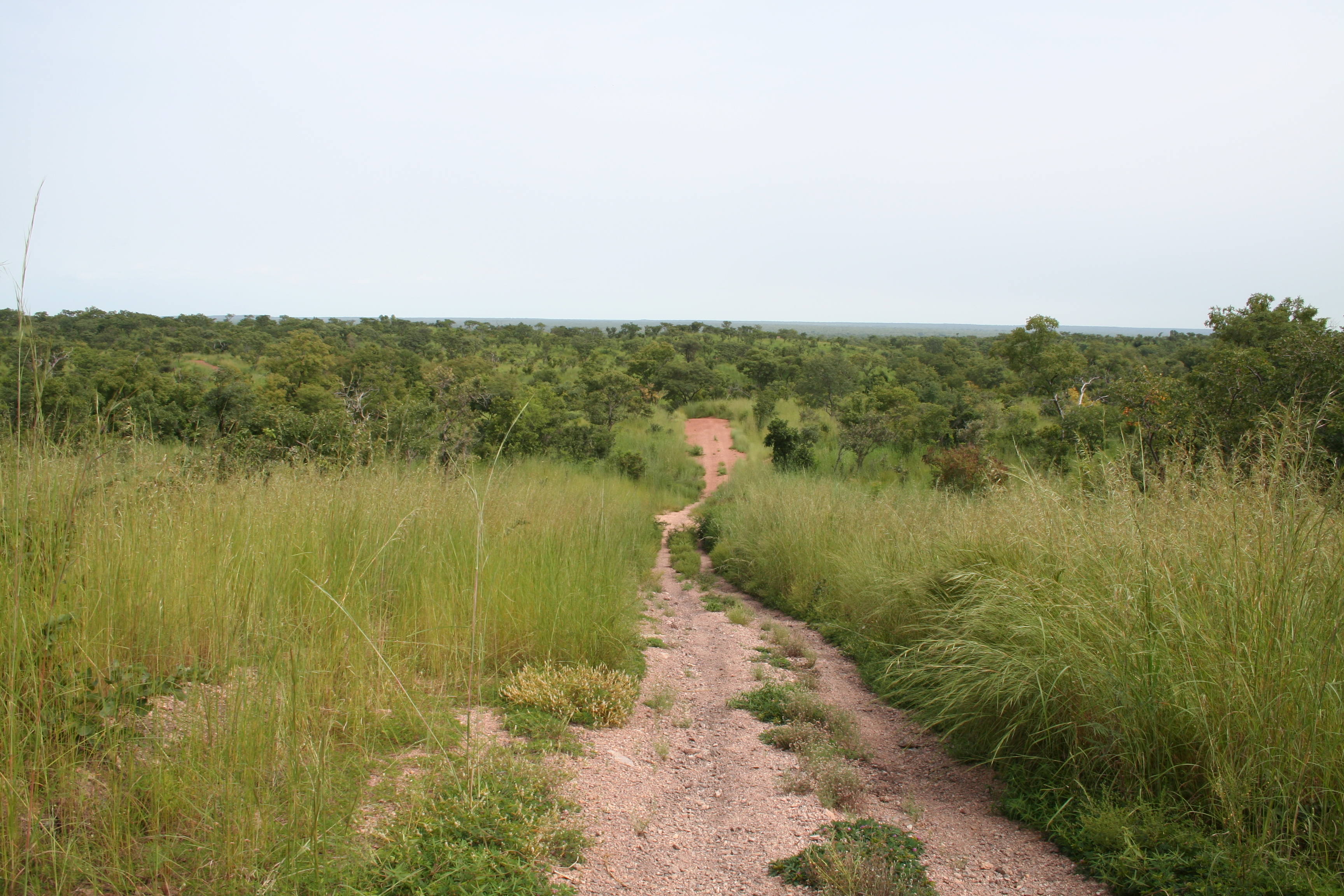
W-Nationalpark nahe dem Dreiländereck

## Nationalparks
- Nationalpark Arly (auch Ramsar-Schutzgebiet)
- Nationalpark Deux Balés
- Nationalpark Kaboré-Tambi
- Nationalpark W (auch Ramsar-Schutzgebiet)

## UNESCO-Biosphärenreservate
- Mare aux Hippopotames (auch Ramsar-Schutzgebiet)

## Ramsar-Gebiete
- Mare d’Oursi
- Bagréstausee
- Kompiengastausee
- Tapoastausee
- Forêt Galerie de Léra
- Forêt Classée et Réserve Partielle de Faune de la Comoé-Léraba
- Souroutal
- Bamsee
- Tengrélasee
- Demsee
- Higasee

## Weitere Schutzgebiete nach IUCN-Kategorien I-VI
- Ranch de Nazinga
- Réserve partielle de l'Arli
- Réserve partielle de Nabéré
- Réserve partielle de Pama
- Réserve sylvo-pastorale et partielle de faune du Sahel
- Réserve partielle de la Kourtiagou
- Réserve totale de Bontioli
- Réserve totale de Madjoari
- Réserve totale du Singou

## Forêts classées
- Forêt classée de Babolo (Provinz Comoé, 550 ha)
- Forêt classée de Bahon (Provinz Houet, 1 600 ha)
- Forêt classée de Bambou (Provinz Houet, 1 800 ha)
- Forêt classée de Bansié (Provinz Houet, 300 ha)
- Forêt classée du Barrage de Ouagadougou (Provinz Kadiogo, 260 ha)
- Forêt classée de Bérégadougou (Provinz Comoé, 5.000 ha)
- Forêt classée de Bissiga (Provinz Oubritenga, 4.100 ha)
- Forêt classée de Bonou (Provinz Mouhoun, 1.700 ha)
- Forêt classée de Bontioli (Provinz Bougouriba, 29.500 ha)
- Forêt classée de Bougouriba (Provinz Bougouriba, 8.500 ha)
- Forêt classée de Boulon (Provinz Comoé, 12.000 ha)
- Forêt classée de Bounouna (Provinz Comoé, 1.300 ha)
- Forêt classée de Dan (Provinz Houet, 4.300 ha)
- Forêt classée de Dem (Provinz Sanmatenga, 350 ha)
- Forêt classée des deux Balés (Provinz Mouhoun, 115.000 ha)
- Forêt classée de Dibon (Provinz Bougouriba, 20.000 ha)
- Forêt classée de Dida (Provinz Comoé, 75.000 ha)
- Forêt classée de Diéfoula (Provinz Comoé, 85.000 ha)
- Forêt classée de Dindéresso (Provinz Houet, 8.500 ha)
- Forêt classée de Gonsé (Provinz Oubritenga, 6.000 ha)
- Forêt classée de Gouandougou (Provinz Comoé, 9.500 ha)
- Forêt classée de Koflandé (Provinz Comoé, 30.000 ha)
- Forêt classée de Kalio (Provinz Sanguié, 12.000 ha)
- Forêt classée de Kapo (Provinz Houet, 9.900 ha)
- Forêt classée de Kari (Provinz Mouhoun, 13.000 ha)
- Forêt classée de Koa (Provinz Houet, 350 ha)
- Forêt classée de Kongoko (Provinz Comoé, 27.000 ha)
- Forêt classée du Kou (Provinz Houet, 117 ha)
- Forêt classée de Koulbi (Provinz Poni, 40.000 ha)
- Forêt classée de Koulima (Provinz Houet, 2.150 ha)
- Forêt classée de Logoniégué (Provinz Comoé, 29.000 ha)
- Forêt classée du Mare aux Hippopotames (Provinz Houet, 19.200 ha)
- Forêt classée de Maro (Provinz Houet, 50.000 ha)
- Forêt classée de Mou (Provinz Houet, 34.000 ha)
- Forêt classée de Nabéré (Provinz Bougouriba, 36.500 ha)
- Forêt classée de Nakambé (Provinz Oubritenga, 98.000 ha)
- Forêt classée de Nasébou (Provinz Mouhoun, 14.000 ha)
- Forêt classée de Nazinga (Provinz Nahouri, 38.300 ha)
- Forêt classée de Niangoloko (Provinz Comoé, 6.654 ha)
- Forêt classée de Niouma (Provinz Passoré, 735 ha)
- Forêt classée de Ouilingoré (Provinz Boulgou, 6.850 ha)
- Forêt classée de Ouoro (Provinz Mouhoun, 14.000 ha)
- Forêt classée de Pâ (Provinz Mouhoun, 15.625 ha)
- Forêt classée de Péni (Provinz Houet, 1.200 ha)
- Forêt classée du Pic de Nahouri (Provinz Nahouri, 836 ha)
- Forêt classée de Sâ (Provinz Mouhoun, 5.400 ha)
- Forêt classée de la Sissili (Provinz Sissili, 32.700 ha)
- Forêt classée de Sitenga (Provinz Kouritenga, 840 ha)
- Forêt classée de Sorobouty (Provinz Mouhoun, 5.800 ha)
- Forêt classée de la Source du Mouhoun (Provinz Comoé, 100 ha)
- Forêt classée de Sourou (Provinz Sourou, 14.000 ha)
- Forêt classée de Téré (Provinz Houet, 10.700 ha)
- Forêt classée de Tiogo (Provinz Sanguié, 30.000 ha)[1]
- Forêt classée de Tissé (Provinz Mouhoun, 21.500 ha)
- Forêt classée de Toroba (Provinz Mouhoun, 2.700 ha)
- Forêt classée de Tougouri (Provinz Namentenga, 40 ha)
- Forêt classée de Toumousséni (Provinz Comoé, 2.500 ha)
- Forêt classée de Tuy (Provinz Mouhoun, 50.000 ha)
- Forêt classée de Twéssé (Provinz Passoré, 490 ha)
- Forêt classée de Wayen (Provinz Ganzourgou, 12.000 ha)
- Forêt classée de Yabo (Provinz Sanmatenga, 1.000 ha)
- Forêt classée de Yakala (Provinz Boulgou, 1.600 ha)
- Forêt classée de Yendéré (Provinz Comoé, 700 ha)
- Forêt classée de Ziga (Provinz Oubritenga, 9.000 ha)